# JR東日本E217系電力動車組
JR東日本E217系電動列車是東日本旅客鐵道（JR東日本）的直流近郊型電動列車。

## 概要
E217系是用作取代橫須賀線及總武線快速的113系，於1994年亮相，並於同年12月3日投入服務。E217系是以209系作為開發藍本。為了本列車能對應首都圈的通勤運輸，E217系是全日本第一款每節車廂擁有四對車門的近郊型電車，以及雙層綠色車廂。
1995年度日本通商產業省（現經濟產業省）選定為「最佳設計獎」（グッドデザイン賞）金獎。
車輛是由川崎重工業、東急車輛製造及JR東日本新津車輛製作所製造。於1994年投入大船電車區（現為鎌倉車輛中心）以及幕張電車區（現為幕張車輛中心）。橫須賀線及總武線快速於1999年12月4日更正行車時間表之時，將全數113系替換為E217系。2006年3月18日更正行車時間表，將三列E217系調配到國府津車輛中心行走東海道本線。
在本列車設計之後，由E231系開始，近郊型電動列車均稱作「一般型電動列車」，但其設計與近郊型電車並沒有大分別。

## 規格

### 車身

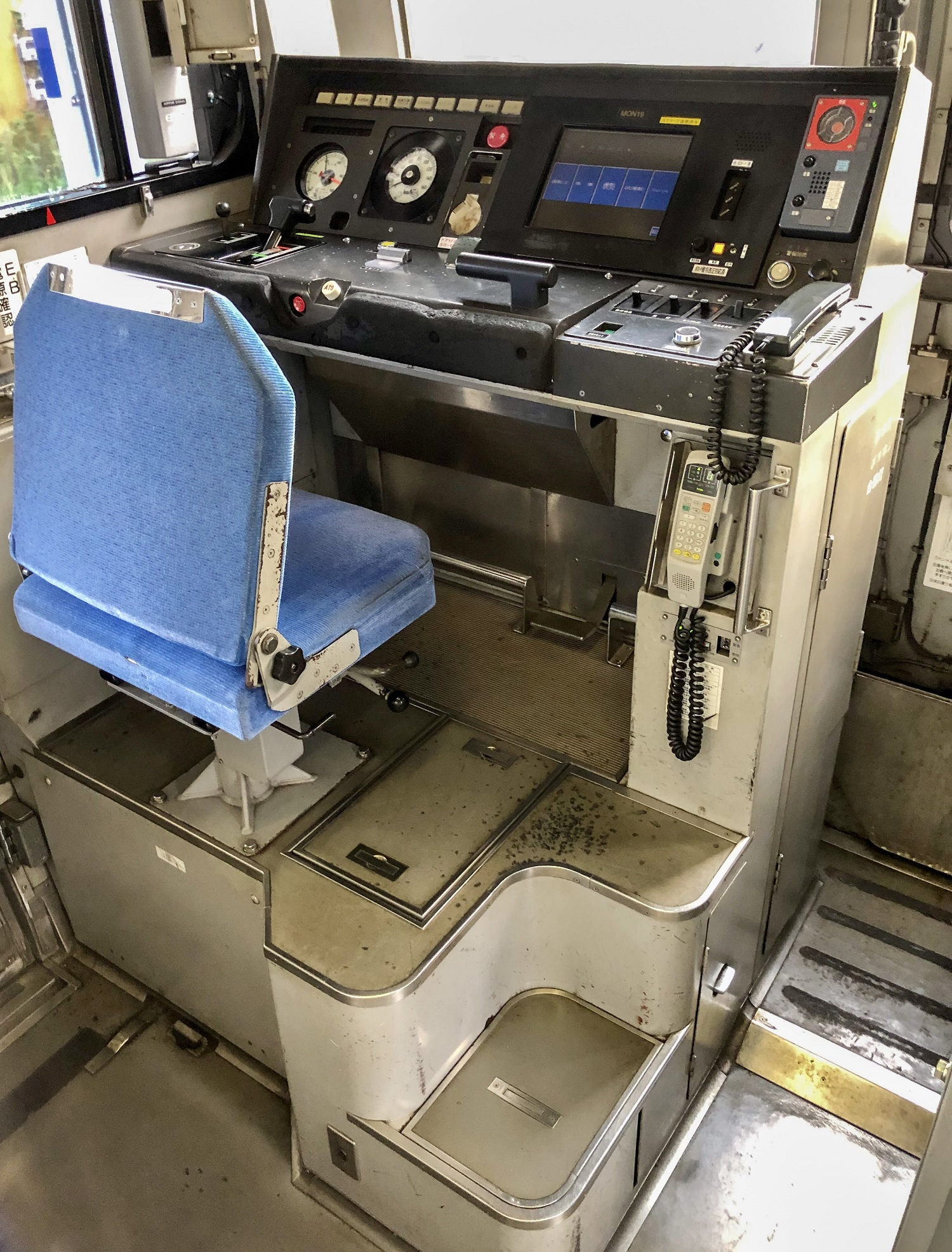
高駕駛台

與209系同樣是使用輕量化不鏽鋼車身，闊度擴大至2,950mm（209系0番台為2,800mm），所以車身近裙腳位置變為向內側入。為了車身擴大及高速行駛時的穩定性，轉向架之間的距離增加至13,800mm（209系為13,300mm）。
車內設備大致上跟209系相同，車門上設有LED車內資料顯示裝置以及開關門提示音裝置。當初的列車目的地顯示器與209系同是使用幕式顯示，但由1998年開始製造的均使用LED顯示。最近亦有1998年前製造的列車目的地顯示器由幕式顯示更換為LED顯示。
為對應列車在有不少平交道的路段高速行駛，車頭採用高駕駛台設計。由於列車會行走品川站～錦糸町站之地下路段（東京隧道），車頭設有貫通門。但是，其後的鐵路隧道設計有所改良，逃生路徑改為在列車兩旁，車頭的貫通門亦停止使用。另外，吸取1992年成田線大菅平交道事故的經驗，加大列車駕駛室空間作為撞擊緩衝區，以保障列車駕駛安全。通勤形209系0番台在駕駛室後設置了逃生出口，所以沒有擴大駕駛室空間。其後的E231系近郊形、E531系、E233系以及E235系亦採用同樣設計。
集電裝置與209系同是使用PS28型菱形集電弓。由於沒有採用適合行駛狹小隧道的設計，所以不能行駛中央本線高尾以西的路段。
前方的緊急逃生門自2次車開始，於下部加上了導軌。由於改良後的横須賀・総武快速線地底路段（品川～錦糸町間）符合了豁免安裝緊急逃生門的規格，因此自7次車開始，前方的緊急逃生門成為裝飾（無門上之相關設備），並無實際用途。

### 動力裝置
E217系使用與209系相同的交流牽引電動機及控制裝置，包括三菱電機製的MT68型、MT73型三相誘導電動機（95kW輸出）及GTO VVVF牽引逆變器。受制於MT68的最高轉速，在配用7.07齒車比後極速只有110km/h，為了使列車最高速度達到120km/h，齒輪比要改為6.06（209系是7.07），但由於沒有修改控制機器設定，因此起動加速度降為2.0km/h/s（209系是2.5km/h/s）。而後繼電動列車E231系因採用更高轉速的MT73型電動機（MT68最高轉速為5300rpm，MT73最高轉速為5800rpm），可以同時使用7.07齒輪比以及維持最高速度120km/h。因兩款電動機設計幾乎相同，故大修時兩款電動機或會交換使用。
跟209系同樣採用軸梁式去枕（Bolster Less）DT61/TR246系轉向架。為了能使列車在總武線快速上以120km/h高速行駛，首批量產車裝上蛇行減振器（Yaw Damper），但最後除了綠色車廂之外，其他車卡均沒有裝上有關裝置，而原本裝置了蛇行減振器的首批量產車亦拆除有關裝置。

### 綠色車廂
為了應付乘客數量上升以及來往成田機場的需要（Airport成田列車），E217系基本編成的第4及第5號車輛為綠色車廂。這兩輛綠色車廂的設計是以211系的雙層綠色車廂為藍本，加上新系列車輛使用的轉向架及門關門提示音設計而成。另外，座椅是拖用可向後傾斜的設計。其中一卡車箱的座椅是從興建秋田新幹線時，加發的臨時列車「秋田接力」號所使用的Kiha110系柴油列車拆下來循環再用。
橫須賀線及總武線快速，與東海道本線於2006年3月18日時間表改正時一同在頭等車廂加入Suica系統。但其實早在2005年即已經在全部座席上安裝了Suica讀卡裝置。
2006年8月開始，綠色車廂的座席開始更換為E231系的款式。座席的台座被保留，座席亦設有可伸縮的桌子。車內也設有咖啡機等設施

### 113系併結計劃
本計劃是在E217系投入東海道本線及房總地區普通列車時的構想計劃，希望E217系能與113系長時間共存。首兩列編組裝置了能夠與113系在緊急時併結行駛的裝置（ブレーキ読み替え装置）。但後來因改變計劃，列車改為大量投放到橫須賀線及總武線快速，再加上技術問題，由第三編組開始並沒有裝上該設備，而頭兩列編組亦拆除有關設備。

## 使用路線、所屬車輛中心及編組

### 橫須賀線、總武線快速

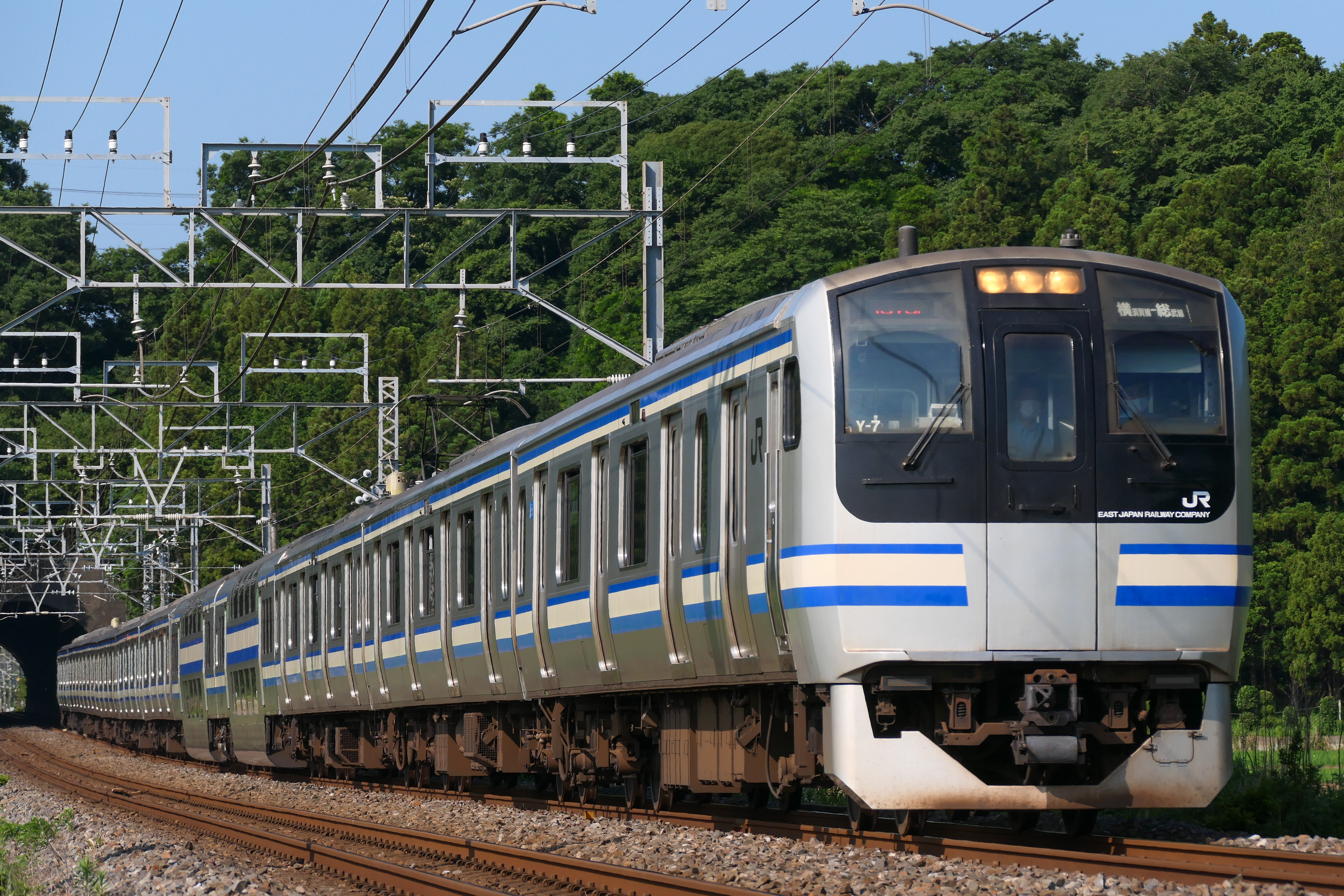
行驶于橫須賀線、總武線快速的E217系

1994年投入橫須賀線、總武線快速的編成為包括綠色車廂的11輛基本編組、以及4輛附屬編組所構成的。基本編組的MT比是4M7T，而附屬編組則為2M2T。車身顏色是藍色加奶黃色的色帶，分別塗在車窗上及車窗下各一條，通稱橫須賀色。此外，在車頭貫通門的右邊中間位置，付有「E217」及「EAST JAPAN RAILWAY COMPANY」字樣，而字樣左邊則有橫須賀色的圖示。
由1999年10月19日時間表改正開始，總武線快速錦糸町站～千葉站、以及2004年10月16日時間表改正開始，橫須賀線品川站～大船站之間等的最高行駛速度提高為120km/h。
在以前，有些附屬編組會在夜間行走千葉站發車至成東站的普通列車，但由於這些列車非常擁擠，在數年之內更換為113系6輛編組列車。自此以後，除了鹿島線直通列車之外，其他房總各線之普通列車均不用以附屬編組單獨行駛載客。
2001年12月1日至2004年10月16日時間表改正期間，有部分E217系與215系一同行駛湘南新宿線（橫須賀線～新宿），這些列車車頭地點顯示均為「普通」。

### 東海道本線

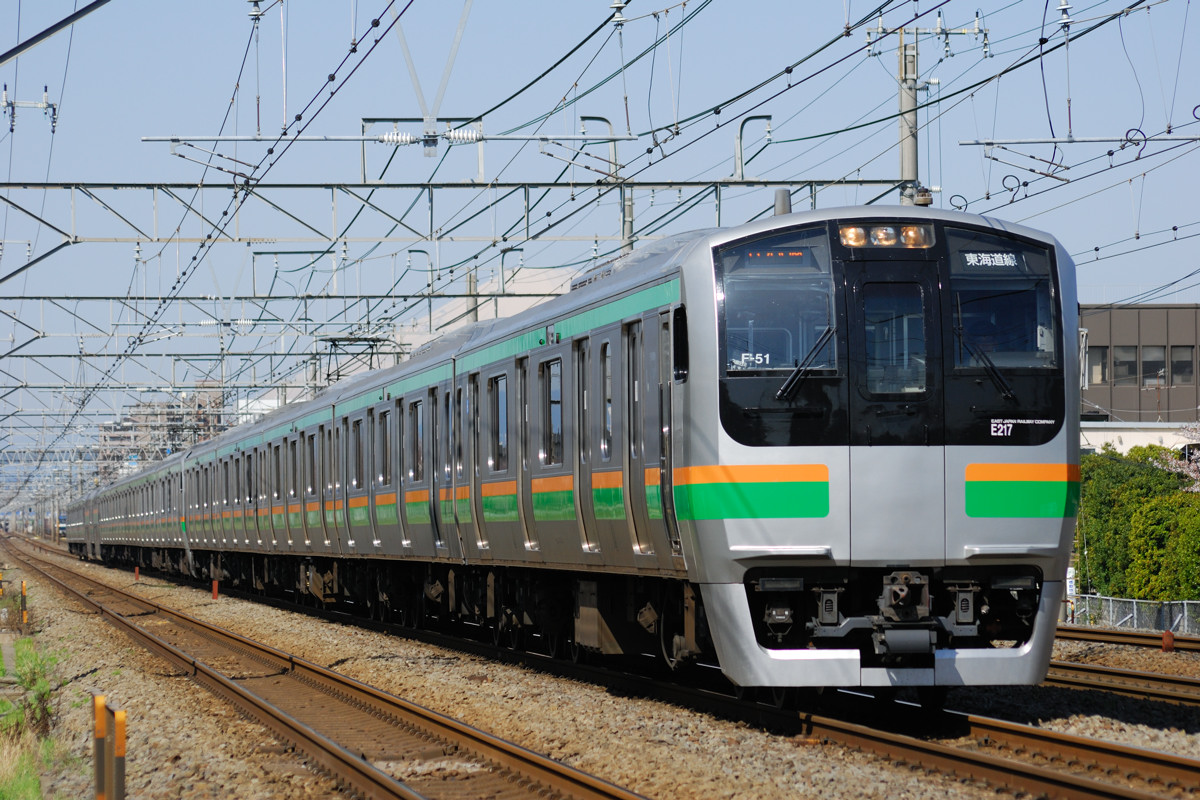
行驶于東海道本線的E217系

因應早上繁忙時間湘南新宿線增加列車班次，橫須賀線削減班次以及湘南新宿線E231系化，橫須賀線、總武快速線有多餘的E217系餘下。為此，三列鎌倉車輛中心所屬的E217系F-01～03以及F-51～53共六組45輛被調到國府津車輛中心，替換行走東海道本線及伊東線的113系，於2006年3月18日時間表更正時開始行駛。
2008年因鎌倉車輛中心需要為E217系進行翻新工程，列車需要輪流更新機件而導致車輛不足，F-02及F-52編組將調回橫須賀線及總武快速線。
其後2010年因横須賀線武蔵小杉駅開業，行車時間增長及客流量增加，再多1列列車調回橫須賀線及總武快速線，令東海道本線只餘下一列E217系列車，而空缺則由新造的E233系3000番台彌補。
2012年，因鎌倉車輛中心的E217系翻新工程完成，F-02及F-52編組再調回東海道本線。兩列列車全日行走，間中代替其他列車所運行的班次，但不可進入熱海以西路段。
2015年3月14日，配合東京上野線開通，東海道線、宇都宮線及高崎線互相直通運行，3線有更大的車輛調配空間，2列E217系列車（F-02與F-52、F-03與F-53）分別在同年3月至5月期間再次調回鎌倉車輛中心，返回橫須賀線及總武快速線。至此，E217系在東海道本線的運用正式告終。

## 退役
由於列車已經用了20多年，開始出現老化問題，因此JR東日本購買了745輛E235系1000番台來取代此型列車，預計於2021-2024年期間逐步更換。
目前已退役/廢車回送編組：已全數退役

## 外部連結
- JR東日本．E217系 （页面存档备份，存于）
- E217系車頭 （页面存档备份，存于）
- 最佳設計獎受賞概要